# Hans Anders Rausing
Hans Anders Rausing (Göteborg, 25 marzo 1926 – Londra, 30 agosto 2019) è stato un imprenditore e filantropo svedese trasferitosi a Londra all'inizio degli anni '80 per evitare le tasse svedesi.  Ha fatto fortuna grazie alla co-eredità di Tetra Pak, un'azienda fondata dal padre Ruben Rausing, facendola diventare insieme al fratello Hans un colosso mondiale del confezionamento alimentare. Secondo Forbes, al momento della sua morte nell'agosto 2019, a 93 anni, il suo patrimonio era stimato di 12 miliardi di dollari..

## Biografia
Rausing è nato a Göteborg nel 1926, secondo figlio dell'industriale Ruben Rausing e di sua moglie Elisabeth (nata Varenius). Rausing aveva due fratelli, Gad e Sven.
Ha studiato economia, statistica e russo all'università di Lund, laureandosi nel 1948.  Nel 1954, Rausing è stato nominato amministratore delegato di Tetra Pak e suo fratello Gad vicedirettore generale. È stato responsabile dell'azienda, trasformandola in un colosso mondiale del packaging alimentare, grazie al cartone di forma varia progettato ancora negli anni '40, utilizzato per il trasporto degli alimentari liquidi e lanciato nel 1952. Inizialmente il contenitore si chiamava Tetra Classic, nel 1963 fu introdotto il Tetra Brik (a forma rettangolare), quindi il Tetra Pak a forma di tetraedo. Il successo di Tetra Pak negli anni '70 e '80 è stato attribuito alla leadership di Hans e Gad Rausing, che hanno trasformato l'azienda familiare di sei persone in una multinazionale.
Nel corso della sua carriera, Rausing è diventato uno specialista in affari russi, facendo molti investimenti in Russia e Ucraina. Era responsabile del mercato russo di Tetra Pak e nel 1959 aveva negoziato la prima esportazione di macchine Tetra Pak nell'Unione Sovietica, facendo di Tetra Pak il più grande datore di lavoro straniero in Russia. Si era poi trasferito a Londra nel 1982 (il padre morì nel 1983 a 88 anni) per evitare di pagare le alte tasse svedesi e si era stabilito a Wadhurst, East Sussex.
Nel 1985 era diventato presidente dell'azienda, lasciandola poi nel 1993 e vendendo due anni più tardi, nel 1995, la sua quota del 50% della società a Gad, scomparso nel 2000. Tetra Pak fa parte ora del gruppo svizzero Tetra Laval (comprende anche Sidel e DeLaval).

## Filantropia
Hans Rausing e sua moglie hanno donato ingenti somme ad enti di beneficenza e ricerca nel Regno Unito e in Svezia, tra gli altri a grandi progetti di ricerca medica presso il Karolinska Institutet e l'Università di Lund. Attraverso il Märit and Hans Rausing Fund, hanno sostenuto i progetti della comunità locale nella contea del Sussex.
Attraverso il suo fondo Arcadia, la figlia di Rausing, Lisbet, finanzia il progetto "Hans Rausing Endangered Languages" presso la School of Oriental and African Studies (SOAS) dell'Università di Londra, la borsa di studio Hans Rausing in Storia della scienza al King's College di Londra e l'Hans Rausing Chair in the History of Science presso l'Università di Uppsala, che ospita anche una Hans Rausing Lecture annuale di storia della scienza.  Il Dipartimento di Storia e Filosofia della Scienza dell'Università di Cambridge ospita una conferenza annuale su Hans Rausing.

## Riconoscimenti
Hans Rausing ha ricevuto un dottorato onorario dall'Università di Lund. È stato professore in visita presso Mälardalens Högskola, Svezia, e professore onorario presso l'Università di Dubna, in Russia. Nel 2006 è stato nominato Knight Commander of the Order of the British Empire (KBE). È stato membro onorario dell'Isaac Newton Institute, Cambridge.

## Vita privata
Hans Rausing e sua moglie Märit avevano due figlie, Lisbet e Sigrid, e un figlio, Hans Kristian Rausing. Dal 2001 al 2012, Rausing e la famiglia hanno donato 886.000 sterline al partito conservatore del Regno Unito.